# جان بیوکنن
جان بیوکنن (انگلیسی: John Buchanan) (زاده ۹ ژوئن ۱۹۴۳) کارآفرین، بازرگان و مدیر ارشد اجرایی نیوزیلندی است، که در حال حاضر به‌عنوان رییس هیئت مدیره شرکت اسمیت اند نفیو فعالیت می‌کند.